# Baptyzm
Baptyzm (z gr. baptídzein „zanurzać; chrzcić” od báptein „zanurzać”) – nurt chrześcijaństwa należący do protestantyzmu, akcentujący indywidualizm w relacji do Boga, nadrzędną rolę Pisma Świętego jako autorytetu w sprawach wiary i życia chrześcijanina oraz ograniczający praktykę chrztu do osób świadomych tego aktu. Zbawienie nie jest według wyznawców baptyzmu (baptystów) osiągalne na podstawie uczynków, lecz stanowi jedynie niezasłużony dar łaski Boga przyjmowany przez człowieka osobistą, ufną wiarą w zbawcze dzieło odkupienia z grzechu, dokonane przez ofiarę Jezusa Chrystusa. Baptyści udzielają chrztu wyłącznie tym, którzy świadomie wyrażają żal za grzechy i wyznają wiarę w Chrystusa. Akcentują autonomię poszczególnych zborów, byli prekursorami rozdziału kościoła i państwa. Większość baptystów reprezentuje chrześcijaństwo ewangelikalne, choć istnieją także nieliczne denominacje baptystyczne przynależące do liberalnego nurtu protestantyzmu. Baptyści różnią się często między sobą w pewnych kwestiach np.: predestynacja bądź wolna wola, pewność bądź możliwość utracenia zbawienia, stosunek do teorii ewolucji.
Krajem o największym skupisku baptystów są Stany Zjednoczone. W Polsce głównym przedstawicielem baptyzmu jest Kościół Chrześcijan Baptystów w RP. Istnieją też niewielkie kilkudziesięcioosobowe grupy jak Biblijny Kościół Baptystyczny i inne wspólnoty baptystyczne.

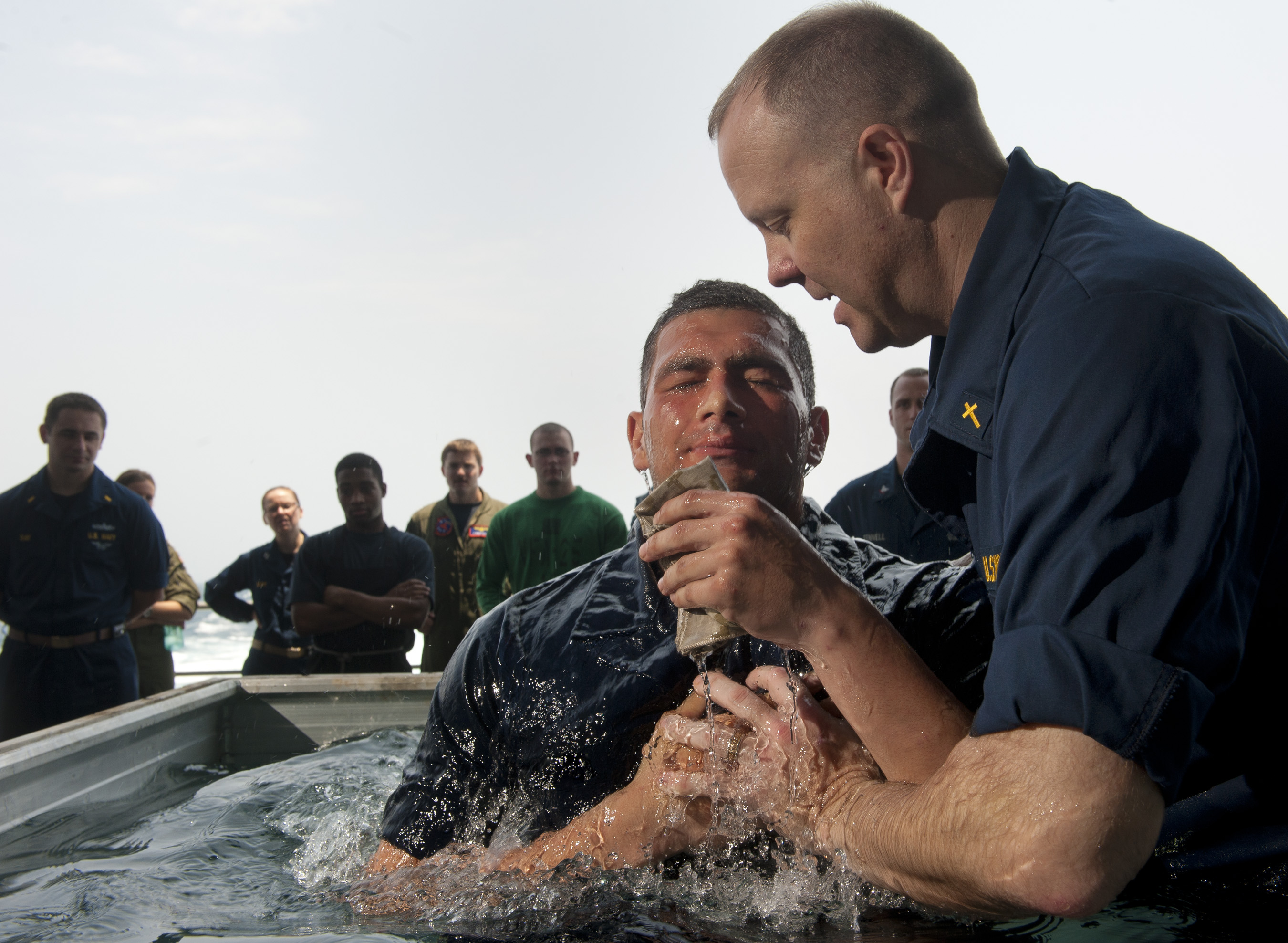
Baptystyczna praktyka chrztu

## Historia

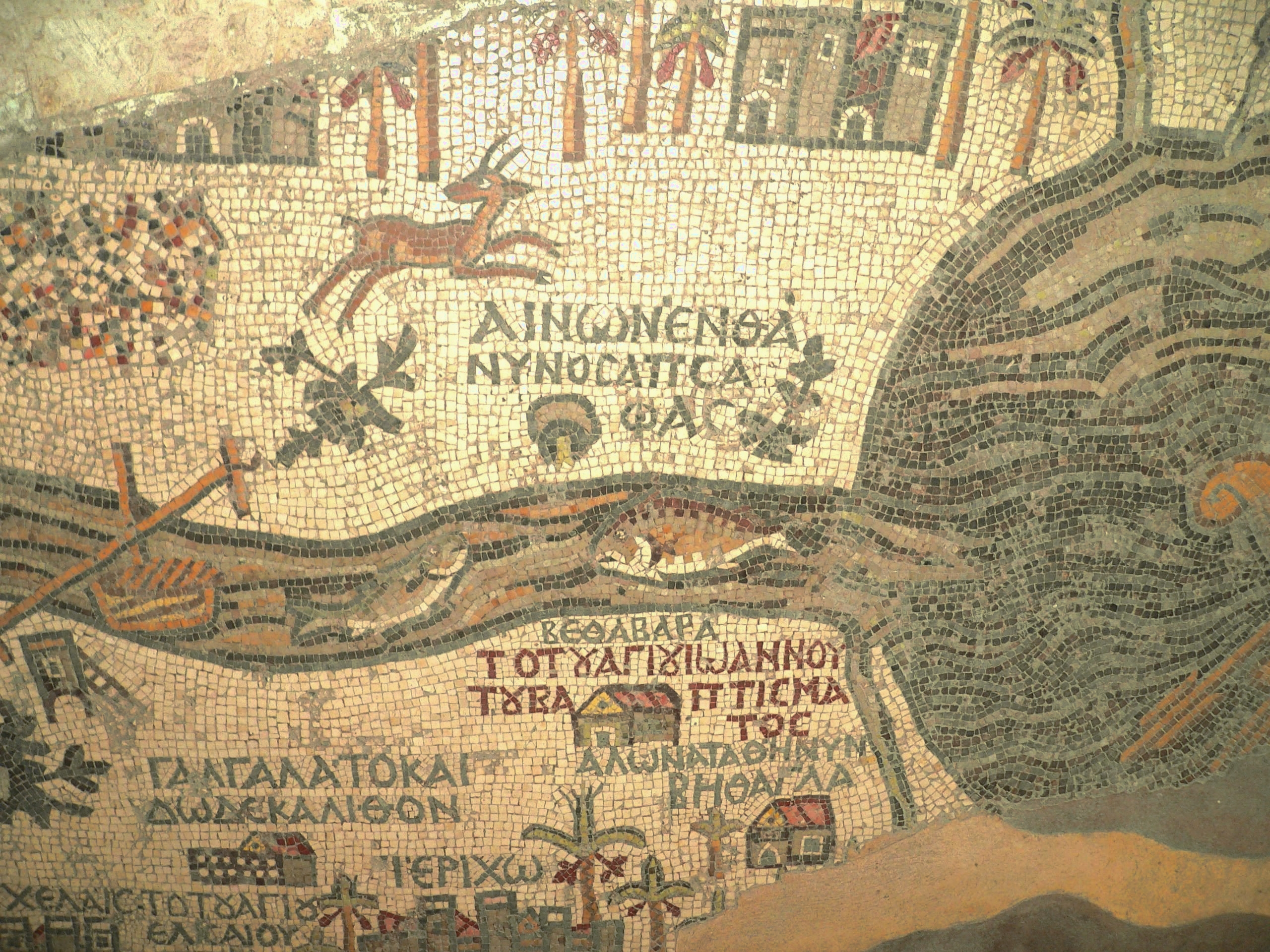
Mozaika przedstawiająca mapę z zaznaczonymi miejscami, gdzie chrztów udzielał św. Jan Chrzciciel

### Dzieje w skali globalnej
Baptyzm zaistniał na początku XVII stulecia w wyniku zetknięcia się jednej z prześladowanych przez władze angielskie grup purytańskich independystów z ocalałymi z prześladowań anabaptystami (mennonitami). Pierwszy zbór baptystyczny powstał w 1609 roku w Amsterdamie pod przywództwem Johna Smytha, ale wkrótce przestał istnieć, gdy John Smyth wraz z częścią zwolenników postanowił połączyć się z mennonitami. Następnie zbór odrodził się w 1611 roku pod Londynem, a jego przywódcą był Thomas Helwys. Początkowo baptyści udzielali chrztu przez polanie, natomiast chrzest przez pełne zanurzenie w wodzie praktykowany był od lat 40. XVII wieku przez tzw. baptystów partykularnych (Particular Baptists) w Anglii, którzy swoją nazwę zawdzięczają przekonaniu, iż do zbawienia Bóg predestynuje poszczególne (particular) wybrane z ogółu jednostki. Pomimo względnej swobody wyznaniowej zbory rozwijały się stosunkowo wolno. Dopiero przebudzenie metodystyczne nadało wspólnotom baptystycznym dynamikę rozwoju zarówno na Starym Kontynencie, jak i w Nowym Świecie.
Przez blisko 200 lat od swego powstania baptyzm był ruchem mało znaczącym, a jego rozwój był bardzo powolny. Również jego zasięg był niewielki, aż do końca XVIII wieku społeczności baptystyczne istniały jedynie na Wyspach Brytyjskich i w Trzynastu Koloniach – Głównie prowincjach Nowej Anglii. Dopiero u schyłku XVIII wieku pojawiły się pierwsze, nieliczne zbory w Kanadzie, Bahamach i Jamajce. Jednak mimo to rozwój baptyzmu wciąż był powolny. W roku 1790 w Stanach Zjednoczonych żyło 60 tysięcy baptystów.
Pierwszym baptystą który prowadził zagraniczną misję był George Lisle, wyzwolony niewolnik i pierwszy ordynowany Afroamerykanin. W latach 70. XVIII wieku udał się na Jamajkę gdzie założył zbór. Istotną rolę w propagowaniu baptystycznej działalności misyjnej był brytyjski pastor William Carey, za sprawą którego w październiku 1792 roku powołano Baptystyczne Towarzystwo Misyjne.
W Ameryce Północnej propagatorem baptyzmu był na początku XVII wieku założyciel kolonii Rhode Island – Roger Williams. Na początku XIX wieku wraz z Drugim Wielkim Przebudzeniem rozwój baptyzmu nabrał dynamiki. Wówczas to baptyści zainteresowali się działalnością misyjną. W czasach przebudzenia zbory baptystyczne dotarły do Indii, a od lat 30. XIX wieku także do Europy, Afryki. Pierwszy zbór baptystyczny w kontynentalnej Europie powstał w 1834 roku za sprawą Johanna Gerharda Onckena.

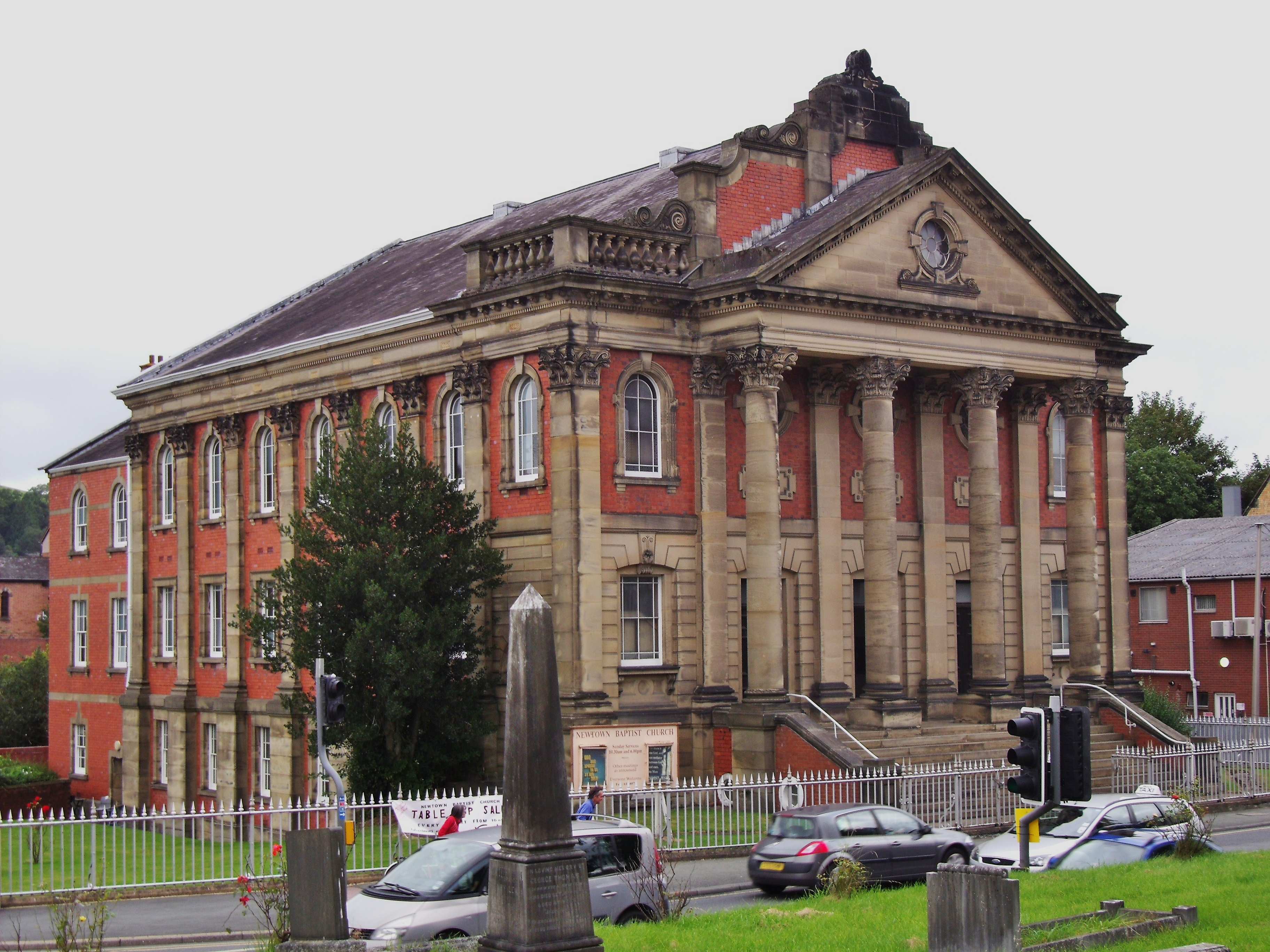
Zion Baptist Church zbudowany w 1881 w Newtown

W 1905 roku powstał Światowy Alians Baptystyczny (Baptist World Alliance), liczący w 1993 roku 147 tysięcy zborów, skupiających 38 milionów członków. Ogółem Alians zrzesza ponad 100 milionów wyznawców skupionych w lokalnych uniach baptystycznych. Do związku nie należy wiele zborów fundamentalistycznych, przeciwnych umiarkowanej teologii i ekumenizmowi Aliansu.
Kilka unii baptystycznych ze względów ekumenicznych podjęło decyzję o połączeniu się z innymi denominacjami protestanckimi i utworzyły z nimi protestanckie Kościoły unijne, jak np. Kościół Północnych Indii czy w 2011 roku Kościół Ekumeniczny w Szwecji.
Wśród duchownych baptystycznych było wielu wybitnych ekumenistów i rzeczników współpracy międzyreligijnej, np. John Bunyan, Keith Winston Clements, Martin Luther King, Walter Rauschenbusch, Glen Garfield Williams.
Począwszy od lat 70. XX wieku Światowy Związek Baptystyczny przeprowadził serię dialogów ekumenicznych ze Światową Wspólnotą Kościołów Reformowanych, Światową Federacją Luterańską, Kościołem Katolickim i Światową Konferencją Mennonicką. W 2013 roku podczas Dorocznego Zgromadzenia Światowego Związku Baptystycznego odbytego na Jamajce przyjęto raport z przeprowadzonej w latach 2006–2010 drugiej fazy dialogu tej organizacji z Kościołem Katolickim.

### Dzieje na ziemiach polskich

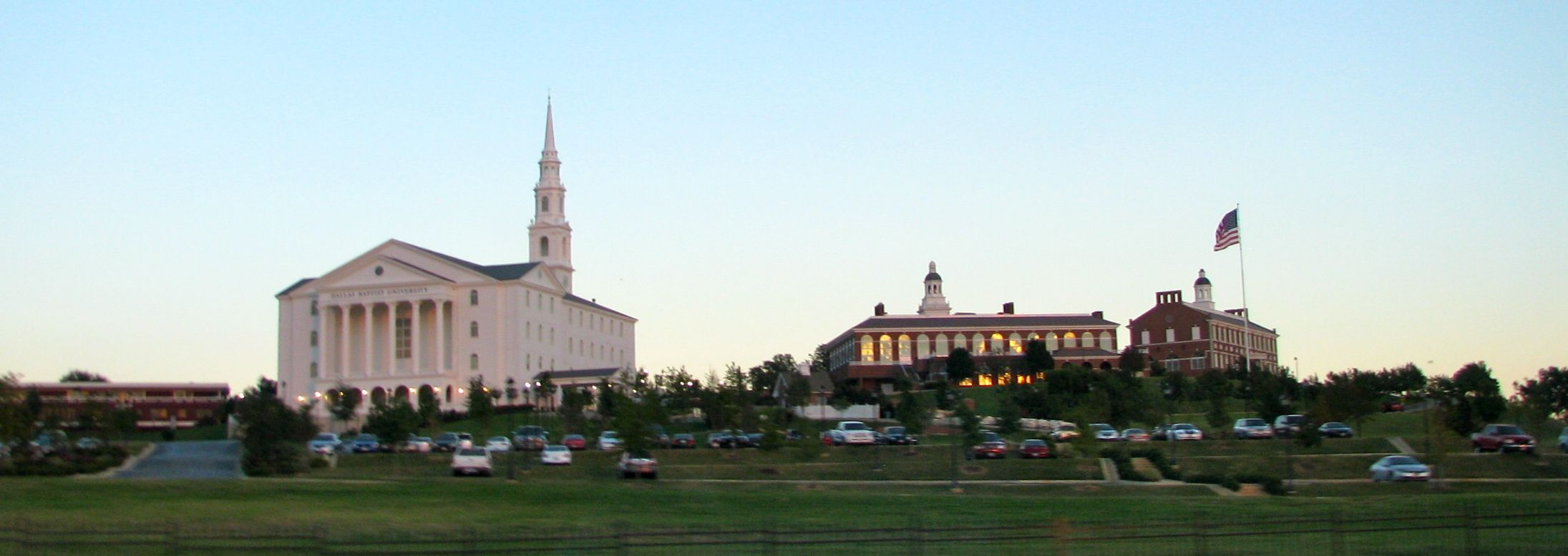
Dallas Baptist University

Na ziemiach polskich w granicach Królestwa Kongresowego początki ruchu baptystycznego związane są z Gotfrydem Fryderykiem Alfem W 1858 przyjął on chrzest w rycie baptystycznym, co uznawane jest za moment powstania baptyzmu polskiego. Początkowo baptystami byli tutaj głównie zamieszkujący ziemie polskie Niemcy, a od przełomu XIX i XX wieku z baptyzmem zaczęli się także wiązać Polacy i inni Słowianie. W okresie międzywojennym baptyści słowiańscy (w tym polscy) i niemieccy posiadali dwie oddzielne organizacje kościelne: Związek Zborów Słowiańskich Baptystów w Polsce i Unia Zborów Baptystów Języka Niemieckiego w Polsce. W czasie II wojny światowej słowiańscy baptyści byli skupieni w związku wyznaniowym pod nazwą Związek Nieniemieckich Ewangelicko-Wolnokościelnych Zborów (baptyści).
W 1945 powstała w Polsce jedna denominacja baptystyczna, która obecnie nosi nazwę Kościół Chrześcijan Baptystów w Rzeczypospolitej Polskiej.

## Założenia teologiczne baptyzmu
Wśród baptystów panuje generalna zgoda co do następujących twierdzeń teologicznych:
- Autorytet Pisma (sola scriptura) – Biblia (Pismo Święte) jest jedynym w pełni miarodajnym źródłem nauki o Bogu i Jego postanowieniach dotyczących człowieka.
- Trójjedyność Boga – Bóg jest Stwórcą i Panem Stworzenia, który objawia się w trzech doskonałych Osobach: jako Ojciec, Syn i Duch Święty. Tylko Jemu należy się cześć i oddawanie chwały, dlatego baptyści nie czczą Maryi i innych ludzi. Uznają ją natomiast za kobietę szczególną, błogosławioną i wybraną przez Boga jako Matkę Jezusa i dlatego godną szacunku i naśladowania w jej zaufaniu Jezusowi Chrystusowi.
- Zbawienie z łaski przez wiarę (sola gratia) – grzeszny z natury człowiek nie jest w stanie zrobić niczego w sprawie zbawienia. Lecz dobry Bóg zmiłował się nad ludźmi i przebaczył im ich grzeszne odstępstwo i pozwolił na rozpoczęcie nowego życia z wymazaną przeszłością. Dokonało się to dzięki temu, że Jezus Chrystus, Jednorodzony Syn Boży, umierając na krzyżu, poniósł karę, jaka słusznie ciążyła na każdym człowieku i w ten sposób darował ludziom życie wieczne, jak i nowe przemienione życie już tu na ziemi, zgodnie z nauką Biblii: „Łaską bowiem jesteście zbawieni przez wiarę. A to pochodzi nie od was, lecz jest darem Boga: nie z uczynków, aby się nikt nie chlubił” (Ef 2,8-9).
- Chrzest na wyznanie wiary (chrzest świadomy) – zgodnie z Bożym zaleceniem i porządkiem, jaki ustanowił Jezus Chrystus, chrzest ma być udzielany tylko na osobiste wyznanie wiary w Zbawiciela Jezusa Chrystusa. Chrzest jest zewnętrznym, publicznym świadectwem przyjęcia zbawienia. Chrzest nie jest obrzędem samoistnie tworzącym nową rzeczywistość duchową, ale nieodzownym następstwem ukorzenia się przed Bogiem i uznania Go przez osobę wierzącą za swojego Pana i Zbawiciela oraz oznaką przyłączenia się do Kościoła Jezusa Chrystusa.
- Wieczerza Pańska – obrzęd ustanowiony przez Jezusa Chrystusa na pamiątkę Jego męki i śmierci. Podczas obrzędu Wieczerzy ochrzczeni wierni spożywają chleb i wino, będące symbolami Ciała i Krwi Pańskiej. Poprzez Wieczerzę jej uczestnicy głoszą śmierć Chrystusa oraz Jego powtórne przyjście.
- Powszechne kapłaństwo wszystkich wierzących – Rola duchownego (pastora) ogranicza się do zwiastowania Słowa Bożego (kaznodziejstwa), sprawowania sakramentów i duchowej opieki nad zborem (duszpasterstwa). Nie obejmuje zaś szczególnego kapłaństwa między zborem a Bogiem. Wynika to z faktu, iż według założeń doktryny powszechnego kapłaństwa wszystkich wierzących nie istnieje taka potrzeba, gdyż każdy, kto staje się członkiem Kościoła chrześcijańskiego, automatycznie otrzymuje święcenia kapłańskie.
- Autonomia zborów (kongregacjonalizm) – każdy zbór jest w pełni autonomiczny, zbory łączą się w dobrowolne unie/konwencje regionalne i krajowe.
- Dwa ustanowienia – dwa obrzędy święte (sakramenty) ustanowione przez Jezusa Chrystusa; chrzest i wieczerza pańska – eucharystia.
- Zbawienie nie przez Kościół, a przez Chrystusa – przekonanie, iż żadna wspólnota baptystyczna, ani jakikolwiek inny Kościół, nie jest jedynym wyłącznym dawcą czy przekazicielem zbawienia, ponieważ jest nim jedynie Jezus Chrystus – jedyny Pośrednik pomiędzy człowiekiem a Bogiem.
- Wolność sumienia dla każdego człowieka – wiara jest sprawą świadomego wyboru, stąd nikogo nie wolno przymuszać do identyfikacji religijnej. Oznacza to także obowiązek szanowania przez chrześcijan wyboru ateizmu.

Baptyści odrzucają istnienie:
- świętych miejsc – uważają, że kościół jest tam, gdzie zbierają się wierzący w Chrystusa;
- świętego czasu – oddawanie czci Bogu powinno następować zawsze i wszędzie;
- świętej kasty – wszyscy chrześcijanie są kapłanami i nie potrzebują pośredników; urzędy kościelne ustanawia i powołuje na nie sam zbór; w osobie papieża uznają przywódcę Kościoła rzymskokatolickiego, ale jedynie Chrystusa uważają za Głowę Kościoła uniwersalnego;
- świętych rytuałów – poza ustanowionymi przez Jezusa obrzędami – ustanowieniami.

### Kwestia chrztu niemowląt

Jimmy Carter na spotkaniu przedstawicieli Południowej Konwencji Baptystycznej w Atlancie (1978)

Baptyści to nazwa, która była  nadawana, ponieważ odróżniali się oni od innych chrześcijan kwestionując zasadność chrztu niemowląt i domagając się udzielania chrztu przez zanurzenie. Baptyści (jak i niektóre inne Kościoły protestanckie) uważają, że chrzest niemowląt jest sprzeczny z nauką i praktyką Nowego Testamentu. Większość z nich uznaje go za obrzęd bezwartościowy, a nawet szkodliwy, bo ich zdaniem sugeruje, że można być chrześcijaninem w sposób bierny, „z urodzenia”. Takiemu podejściu przeciwstawiają konieczność podjęcia przez każdego człowieka osobistej decyzji naśladowania Chrystusa, po której dopiero może nastąpić świadome przyjęcie chrztu wiary połączone z aktywnym włączeniem się w życie Kościoła.
Wbrew pozorom takie postawienie sprawy nie spowodowało zawężenia oddziaływania baptystów jedynie na moralne i intelektualne elity: w ciągu swej ponad 400-letniej historii, baptyści byli częścią wielu przebudzeń religijnych dosięgających swym zasięgiem wszystkich szczebli drabiny społecznej. W ich wyniku stali się jednym z głównych wyznań protestanckich w skali światowej
W Irlandii Północnej i we Włoszech baptyści zawarli pełną wspólnotę z Kościołami uznającymi chrzest niemowląt. We Włoszech, gdzie wspólnota ta obowiązuje baptystów, waldensów i metodystów, baptyści, nie wyrzekając się zasady chrztu dorosłych, uznają, że chrztu nie wolno powtarzać także, gdy udzielono go dziecku. W Niemczech podobne porozumienia istnieją na płaszczyźnie regionalnej. Taką samą zasadę przyjęli baptyści współtworząc z prezbiterianami i metodystami Kościół Ekumeniczny w Szwecji.

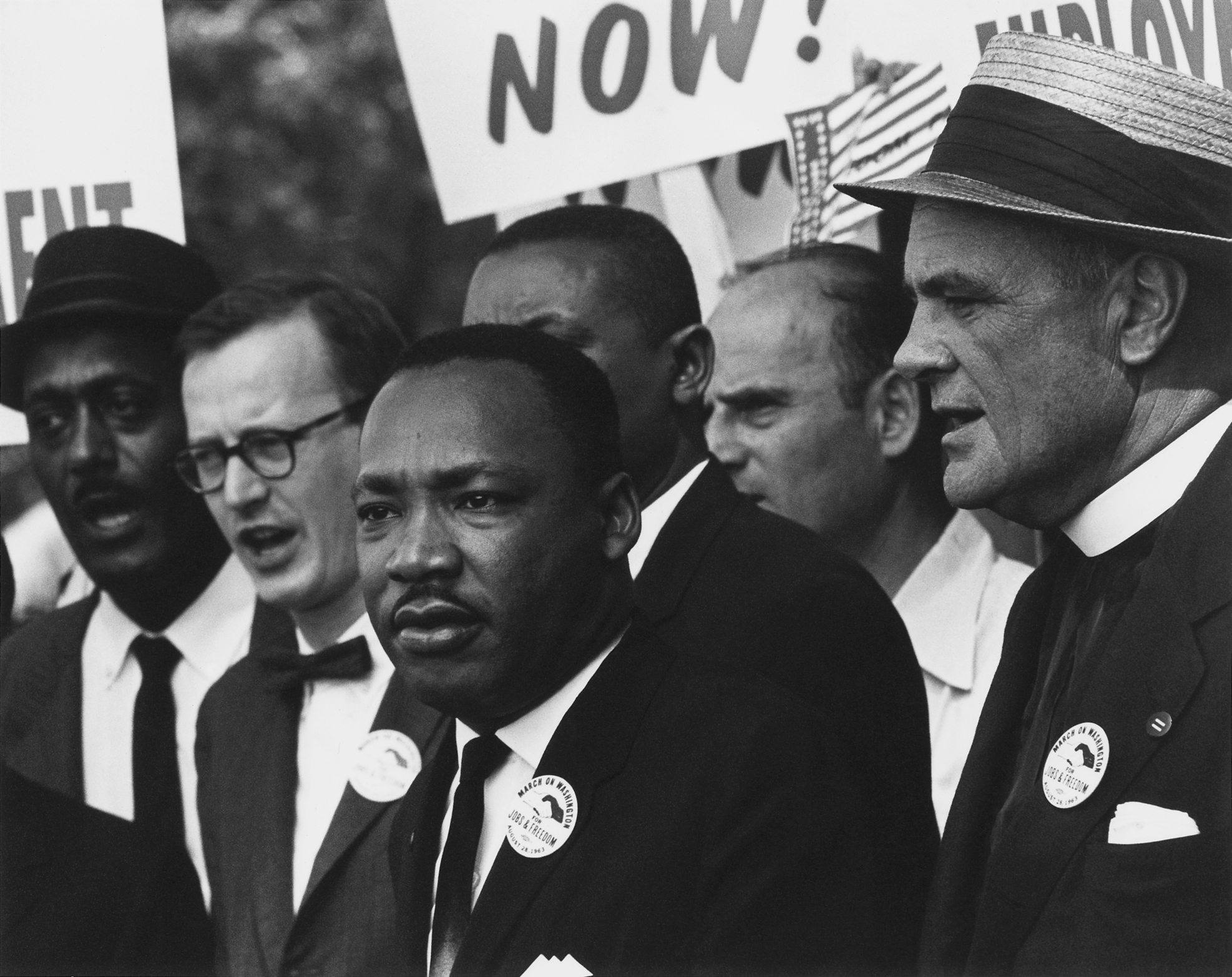
Martin Luther King, Jr. w czasie marszu na Waszyngton w 1963 roku podczas którego wygłosił swoje słynne przemówienie I Have a Dream wzywające do zniesienia dyskryminacji rasowej w Stanach Zjednoczonych

## Zaangażowanie społeczne
Podkreślanie przez baptystów znaczenia osobistej, świadomej wiary religijnej oraz rozumienie Kościoła jako egalitarnej wspólnoty chrześcijan, dokonującej podstawowych wyborów w sposób demokratyczny, prowadziło do czynnego zaangażowania wielu baptystów w sprawy publiczne. Na pierwszy plan wysuwały się już w XVII wieku ich działania na rzecz wolności sumienia i wyznania dla wszystkich, także dla ateistów (m.in. Thomas Helwys, Roger Williams, John Milton, Isaac Backus). Baptyści należeli do czołówki oponentów wobec niewolnictwa, kolonializmu i segregacji rasowej (np. William Knibb, John Chilembwe, Martin Luther King), chociaż wielu przedstawicieli tego wyznania było właścicielami niewolników i opowiadało się za segregacją rasową. Środowisko to wydało także wielu polityków pełniących kluczowe stanowiska w skali całych państw. Przykładowo, w XX wieku byli to prezydenci USA Warren Harding, Harry Truman, Jimmy Carter i Bill Clinton, premierzy Wielkiej Brytanii David Lloyd George i James Callaghan i premierzy Japonii Ichirō Hatoyama i Yukio Hatoyama. W 2014 pełniącym obowiązki prezydenta Ukrainy został Ołeksandr Turczynow.

## Reprezentatywne denominacje
- Amerykańskie Zbory Baptystyczne USA
- Australijska Unia Baptystyczna
- Chrześcijańska Unia Ewangelicko-Baptystyczna Włoch
- Kościół Ekumeniczny w Szwecji
- Narodowa Konwencja Baptystyczna Ameryki
- Narodowa Konwencja Baptystyczna USA
- Południowa Konwencja Baptystyczna
- Rosyjski Związek Ewangelicznych Chrześcijan Baptystów
- Stowarzyszenie Zborów Baptystycznych w Izraelu
- Unia Baptystyczna Wielkiej Brytanii
- Wszechukraiński Związek Zborów Ewangelicznych Chrześcijan-Baptystów

## Znani wyznawcy
Teologowie, duchowni, misjonarze
Isaac Backus, John Bunyan, Tony Campolo, William Carey, Keith Winston Clements, Benajah Harvey Carroll, Oswald Chambers, John Clarke, Chuck Colson, Harvey Cox, Millard Erickson, Paul Fiddes, Carl Henry, Jerry Falwell, John Gill, Billy Graham, Thomas Helwys, Martin Luther King, C.L. Franklin, Kenneth Scott Latourette, Johann Gerhard Oncken, Walter Rauschenbusch, Charles Spurgeon, Glen Garfield Williams, Roger Williams.
Politycy, działacze społeczni
Hugo Black, James Callaghan, Jimmy Carter, John Chilembwe, Bill Clinton, Al Gore, Warren Harding, Charles Evans Hughes, Ichirō Hatoyama, Yukio Hatoyama, Jesse Jackson, William Knibb, David Lloyd George, Nelson Rockefeller, Harry Truman, Ołeksandr Turczynow, Ron Paul, Per Arne Aglert, Kamala Harris, Sun Jat-sen.
Artyści, pisarze
James Baldwin, Erskine Caldwell, Johnny Cash, Kelly Clarkson, Kevin Costner, John Grisham, Aretha Franklin, Whitney Houston, Mahalia Jackson, John Milton, Cliff Richard, Britney Spears, Justin Timberlake.